# Lijn 16 (metro van Shanghai)
Lijn 16 is een lijn van de metro van Shanghai. De lijn loopt volledig in het stadsdeel Pudong, van Longyang Road in zuidelijke richting naar Dishui Lake in Nanhui New City.
Lijn 16 is de enige metrolijn in Shanghai die een sneldienst kent, waarbij de kleinere stations worden overgeslagen. De lijn maakt in tegenstelling tot de andere metrolijnen van Shanghai geen gebruik van een bovenleiding, maar gebruikt in plaats daarvan een derde rail voor de stroomvoorziening.